# Veintiocho de Noviembre
Veintiocho de Noviembre ist eine Stadt im Departamento Güer Aike der Provinz Santa Cruz im südlichen Argentinien. Sie liegt an der Ruta Nacional 40 bei Kilometerstein 380.

## Geschichte
Das Gründungsdatum der Stadt ist der 10. Dezember 1987.